# It's Alright, It's OK (Ashley Tisdale)
It's Alright, It's OK è un singolo della cantante statunitense Ashley Tisdale, il primo estratto dal secondo album studio Guilty Pleasure.
Il videoclip del brano apparve per la prima volta sul sito ufficiale e nella pagina di MySpace della Tisdale. Il singolo è stato pubblicato ufficialmente il 14 aprile 2009.

## Tracce
CD
1. It's Alright, It's OK - 2:59
2. Guilty Pleasure - 3:16

Maxi singolo
1. It's Alright, It's OK - 2:59
2. Guilty Pleasure - 3:16
3. It's Alright, It's OK (Dave Audé Radio Mix) - 6:57
4. It's Alright, It's OK (Johnny Vicious Radio Mix) - 6:51
5. It's Alright, It's OK (Enhanced Music Video) - 6:57

Download digitale
1. It's Alright, It's OK - 2:59

EP (Remix)
1. It's Alright, It's OK (Dave Audé Radio) - 3:57
2. It's Alright, It's OK (Johnny Vicious Radio) - 3:19
3. It's Alright, It's OK (Von Doom Radio) - 4:15

## Classifiche
| Classifica (2009) | Posizione massima |
| ----------------- | ----------------- |
| Austria           | 5                 |
| Canada            | 74                |
| Europa            | 38                |
| Finlandia         | 20                |
| Germania          | 12                |
| Regno Unito       | 104               |
| Repubblica Ceca   | 37                |
| Slovacchia        | 79                |
| Stati Uniti       | 99                |
| Svezia            | 38                |
| Svizzera          | 30                |